# 아메리칸 크라임 스토리
《아메리칸 크라임 스토리》(영어: American Crime Story)는 2016년부터 현재까지 방영된 미국의 범죄 드라마이다.